# Noms de famille vietnamiens
Les noms de famille vietnamiens comprennent les noms de famille de personnes appartenant principalement à l'ethnie Kinh et à d'autres groupes ethniques vivant sur le territoire du Vietnam . 

## Noms de famille communs des vietnamiens (l'ethnie Kinh)
Liste des 14 noms de famille vietnamiens les plus courants, représentant environ 90% de la population du Vietnam (2005).
| Noms            | Hán Nôm | %     |
| --------------- | ------- | ----- |
| 1 - Nguyễn      | 阮      | 38,4% |
| 2 - Trần        | 陳      | 12,1% |
| 3 - Lê          | 黎      | 10,3% |
| 4 - Phạm        | 范      | 6,7%  |
| 5 - Hoàng/Huỳnh | 黃      | 5,1%  |
| 6 - Phan        | 潘      | 4,5%  |
| 7 - Vũ/Võ       | 武      | 4%    |
| 8 - Đặng        | 鄧      | 2,1%  |
| 9 - Bùi         | 裴      | 2%    |
| 10- Đỗ          | 杜      | 1,4%  |
| 11- Hồ          | 胡      | 1,3%  |
| 12- Ngô         | 吳      | 1,3%  |
| 13- Dương       | 楊      | 1%    |
| 14- Lý          | 李      | 0,5%  |

## Autres noms de famille et noms de minorités ethniques vietnamiennes

### Histoire des minorités ethniques vietnamiennes
Les noms de famille des minorités ethniques au Vietnam sont souvent associés à la pratique du Totémisme,.

### Noms de famille de l'ethnie thaï
Selon les statistiques du recensement du Vietnam de 2009, les thaï sont le 3è plus grand groupe ethnique sur 54 groupes ethniques au Vietnam. Les noms actuels de famille des thaï se sont développés à partir de 12 familles originales : Lo, Luong, Quang, Tong, Ca, Loo, Me, Lu, Lam, Ngan et Nong. 
De nos jours, les Thaï portent les noms de famille Bac, Be, Bua, Bun, Ca, Cam, Chuu, Chieu, Deo (ou Dieu), Hoang, Khiem, Leo, Lo, Lam, Ly, Lo, Lo, La, Loc, Lu, Lu (cette famille est présente dans le district de Yen Chau, commune de Muong Khoa, commune de Ta Khoa, district de Bac Yen de Son La), Luong, Mang, Me, Nam, Nong, Ngan, Ngu, Nho, Nhot, Panh, Pha, Phia, Quang, Sam, Tu, Tay, Tao, Tao, Tong, Vang, Vi, Sa (ou Xa), Xin,. . .  

### Liste d'autres noms de famille vietnamiens moins courants
Les 10 % restants de la population vietnamienne portent les noms de famille suivants (par ordre alphabétique) : 
- An
- Anh
- Ao
- Ánh
- Ân
- Âu Dương
- Ấu
- Bá
- Bạc
- Bạch
- Bàn
- Bàng
- Bành
- Bảo
- Bế
- Bì
- Biện
- Bình
- Bồ
- Chriêng
- Ca
- Cà
- Cái
- Cai
- Cam
- Cảnh
- Cao
- Cáp
- Cát
- Cầm
- Cấn
- Chế
- Chiêm
- Chu/Châu
- Chung
- Chúng
- Chương
- Chử
- Cồ
- Cổ
- Công
- Cống
- Cung
- Cù
- Cự
- Dã
- Danh
- Diêm
- Diệp
- Doãn
- Duy
- Dư
- Đái
- Điều
- Đan
- Đàm
- Đào
- Đầu
- Đậu
- Đèo
- Điền
- Đinh
- Điêu
- Đoàn
- Đoạn
- Đôn
- Đống
- Đồ
- Đồng
- Đổng
- Đới
- Đương
- Đường
- Đức
- Đăng
- Giả
- Giao
- Giang
- Giảng
- Giáp
- H'
- H'ma
- H'nia
- Hầu
- Hà
- Hạ
- Hàn
- Hàng
- Hán
- Hề
- Hi
- Hình
- Hoa
- Hoà
- Hồng
- Hùng
- Hứa
- Hướng
- Kông
- Kiểu
- Kha
- Khà
- Khương
- Khâu
- Khiếu
- Khoa
- Khổng
- Khu
- Khuất
- Khúc
- Khưu
- Kiều
- Kim
- Khai
- Lyly
- La
- Lã
- Lãnh
- Lạc
- Lại
- Lăng
- Lâm
- Lèng
- Lều
- Liên
- Liêu
- Liễu
- Linh
- Lò
- Lô
- Lỗ
- Lộ
- Luyện
- Lục
- Lư
- Lương
- Lường
- Lưu
- Lý
- Mùa
- Ma
- Mai
- Mang
- Mã
- Mạc
- Mạch
- Mạnh
- Mâu
- Mầu
- Mẫn
- Mộc
- Mục
- Ngạc
- Nhan
- Ninh
- Nhâm
- Ngân
- Nghiêm
- Nghị
- Ngọ
- Ngọc
- Ngôn
- Ngũ
- Ngụy
- Nhữ
- Nông
- Ong
- Ông
- Phi
- Phí
- Phó
- Phong
- Phù
- Phú
- Phùng
- Phương
- Quản
- Quán
- Quang
- Quàng
- Quảng
- Quách
- Sái
- Sầm
- Sơn
- Sử
- Sùng
- Tán
- Tào
- Tạ
- Tăng
- Tấn
- Tề
- Thang
- Thái
- Thành
- Thào
- Thạch
- Thân
- Thẩm
- Thập
- Thế
- Thi
- Thiều
- Thịnh
- Thoa
- Thôi
- Thục
- Tiêu
- Tiếp
- Tinh
- Tòng
- Tô
- Tôn
- Tôn Thất
- Tông
- Tống
- Trang
- Trác
- Trà
- Tri
- Triệu
- Trình
- Trịnh
- Trưng
- Trương
- Tuấn
- Từ
- Ty
- Uông
- Ung
- Ưng
- Ứng
- Vạn
- Văn
- Vi
- Viêm
- Viên
- Vòng
- Vương
- Vưu
- Xa
- Xung
- Yên